# Floris van der Haer
Floris van der Haer, de son nom de plume Florentius Haraeus, né à Louvain en 1547 et mort à Lille le 6 février 1634, est un ecclésiastique des Pays-Bas des Habsbourg, auteur d'ouvrages historiques, ; il a notamment relaté les premiers troubles iconoclastes.
Sa famille était originaire d'Utrecht. Il a été chanoine de l'église abbatiale Sainte-Gertrude de Louvain, puis chanoine et trésorier de Saint-Pierre de Lille. Il est l'un des organisateurs de la joyeuse entrée à Lille le 5 février 1600 des archiducs Albert et Isabelle d'Autriche,.

## Œuvres
- De initiis tumultuum Belgicorum, Douai, Jean Bogard, 1587 (lire en ligne) ; réimprimé à Louvain par Josse Coppens en 1640.
- Antiquitatum liturgicarum arcana, Douai, Balthazar Bellère, 1605 (Volume 1, lire en ligne ; Volume 2, lire en ligne).
- Les chastelains de Lille, leur ancien estat, office et famille, Lille, Christophe Beys, 1611 (lire en ligne).